# Підлісне (Сарненський район)
Підлі́сне (раніше — Рудня) — село в Україні, у Дубровицькій міській громаді Сарненського району Рівненської області. До 2020 підпорядковувалося Бережницькій сільській раді. Населення становить 475 осіб (2011).

## Назва
Раніше називалося Рудня. Польською мовою згадується як Rudnia, російською — як Рудня.

## Географія
Площа села — 0,98 км². Поблизу села — річка Бережанка.

### Клімат
Клімат у селі вологий континентальний («Dfb» за класифікацією кліматів Кеппена). Опадів 607 мм на рік. Найменша кількість опадів спостерігається в березні й сягає у середньому 28 мм. Найбільша кількість опадів випадає в червні — близько 87 мм. Різниця в опадах між сухими та вологими місяцями становить 59 мм. Пересічна температура січня — -5,4 °C, липня — 18,5 °C. Річна амплітуда температур становить 23,9 °C.
| Клімат Підлісного                 | Клімат Підлісного | Клімат Підлісного | Клімат Підлісного | Клімат Підлісного | Клімат Підлісного | Клімат Підлісного | Клімат Підлісного | Клімат Підлісного | Клімат Підлісного | Клімат Підлісного | Клімат Підлісного | Клімат Підлісного | Клімат Підлісного |
| Показник                          | Січ.              | Лют.              | Бер.              | Квіт.             | Трав.             | Черв.             | Лип.              | Серп.             | Вер.              | Жовт.             | Лист.             | Груд.             | Рік               |
| Середній максимум, °C             | −2,4              | −1,3              | 3,4               | 12,5              | 19,2              | 22,9              | 23,9              | 23,1              | 18,2              | 11,9              | 4,9               | 0,0               | 11,4              |
| Середня температура, °C           | −5,4              | −4,5              | −0,3              | 7,6               | 13,6              | 17,5              | 18,5              | 17,7              | 13,2              | 7,8               | 2,4               | −2,5              | 7,1               |
| Середній мінімум, °C              | −8,4              | −7,7              | −3,9              | 2,7               | 8,1               | 12,1              | 13,2              | 12,3              | 8,3               | 3,8               | −0,1              | −5                | 2,9               |
| Норма опадів, мм                  | 36                | 30                | 28                | 41                | 57                | 87                | 81                | 64                | 57                | 44                | 41                | 41                | 607               |
| --------------------------------- | ----------------- | ----------------- | ----------------- | ----------------- | ----------------- | ----------------- | ----------------- | ----------------- | ----------------- | ----------------- | ----------------- | ----------------- | ----------------- |
| Джерело: Climate-Data.org (англ.) |                   |                   |                   |                   |                   |                   |                   |                   |                   |                   |                   |                   |                   |

## Історія
До 1917 року село входило до складу Російської імперії. У 1906 році село входило до складу Бережницької волості Луцького повіту Волинської губернії Російської імперії. У 1918—1920 роки нетривалий час перебувало в складі Української Народної Республіки.
У 1921—1939 роки входило до складу Польщі. У 1921 році село входило до складу гміни Бережниця Сарненського повіту Поліського воєводства Польської Республіки.
З 1939 року — у складі Дубровицького району Рівненської області УРСР. У роки Другої світової війни деякі мешканці села долучилися до національно-визвольної боротьби в лавах УПА та ОУН. Загалом встановлено 67 жителів села, які брали участь у визвольних змаганнях, з них 43 загинуло, 19 було репресовано.
У 1947 році село Рудня підпорядковувалося Руднянській сільській раді Дубровицького району Ровенської області УРСР.
Сучасна назва з 1960 року.
Відповідно до прийнятої в грудні 1989 року постанови Ради Міністрів УРСР село занесене до переліку населених пунктів, які зазнали радіоактивного забруднення внаслідок аварії на Чорнобильській АЕС, жителям виплачувалася грошова допомога. Згідно з постановою Кабінету Міністрів Української РСР, ухваленою в липні 1991 року, село належало до зони гарантованого добровільного відселення. На кінець 1993 року забруднення ґрунтів становило 1,89 Кі/км² (137Cs + 134Cs), молока — 3,03 мКі/л (137Cs + 134Cs), картоплі — 0,55 мКі/кг (137Cs + 134Cs), сумарна доза опромінення — 113 мбер, з якої: зовнішнього — 25 мбер, загальна від радіонуклідів — 88 мбер (з них Cs — 77 мбер).
Відповідно до Розпорядження Кабінету Міністрів України від 12 червня 2020 року № 722-р «Про визначення адміністративних центрів та затвердження територій територіальних громад Рівненської області» увійшло до складу Дубровицької міської громади.

## Населення
Станом на 1906 рік у селі був 81 двір та мешкало 582 особи.
За переписом населення Польщі 10 вересня 1921 року в селі налічувалося 120 будинків та 708 мешканців, з них: 343 чоловіки та 365 жінок; 681 православний, 20 юдеїв та 7 римо-католиків; 678 українців, 20 євреїв та 10 поляків.
Згідно з переписом УРСР 1989 року чисельність наявного населення села становила 507 осіб, з яких 238 чоловіків та 269 жінок. На кінець 1993 року в селі мешкало 502 жителів, з них 95 — дітей.
За переписом населення України 2001 року в селі мешкала 501 особа. Станом на 1 січня 2011 року населення села становить 475 осіб. Густота населення — 514,29 особи/км².

### Мова
Розподіл населення за рідною мовою за даними перепису 2001 року:
| Мова       | Відсоток |
| ---------- | -------- |
| українська | 99,40 %  |
| російська  | 0,40 %   |
| молдовська | 0,20 %   |

### Вікова і статева структура
Структура жителів села за віком і статтю (станом на 2011 рік):
| Вік   | Чоловіків | Жінок | Разом |
| ----- | --------- | ----- | ----- |
| 0-17  | 72        | 66    | 138   |
| 18-39 | 76        | 54    | 130   |
| 40-59 | 52        | 50    | 102   |
| 60+   | 42        | 63    | 105   |
| Разом | 242       | 233   | 475   |

### Соціально-економічні показники
| Працездатне населення | Працездатне населення | Працездатне населення | Працездатне населення | Працездатне населення | Працездатне населення | Непрацездатне населення | Непрацездатне населення | Непрацездатне населення | Непрацездатне населення | Непрацездатне населення | Непрацездатне населення | Все населення |
| Чоловіки              | Чоловіки              | Жінки                 | Жінки                 | Разом                 | Разом                 | Чоловіки                | Чоловіки                | Жінки                   | Жінки                   | Разом                   | Разом                   | 475           |
| ос.                   | %                     | ос.                   | %                     | ос.                   | %                     | ос.                     | %                       | ос.                     | %                       | ос.                     | %                       | 475           |
| --------------------- | --------------------- | --------------------- | --------------------- | --------------------- | --------------------- | ----------------------- | ----------------------- | ----------------------- | ----------------------- | ----------------------- | ----------------------- | ------------- |
| 100                   | 20                    | 108                   | 22                    | 208                   | 43                    | 125                     | 26                      | 150                     | 31                      | 275                     | 56                      | 475           |

| Зайняті  | Зайняті  | Зайняті | Зайняті | Зайняті | Зайняті | Безробітні | Безробітні | Безробітні | Безробітні | Безробітні | Безробітні | Все населення |
| Чоловіки | Чоловіки | Жінки   | Жінки   | Разом   | Разом   | Чоловіки   | Чоловіки   | Жінки      | Жінки      | Разом      | Разом      | 475           |
| ос.      | %        | ос.     | %       | ос.     | %       | ос.        | %          | ос.        | %          | ос.        | %          | 475           |
| -------- | -------- | ------- | ------- | ------- | ------- | ---------- | ---------- | ---------- | ---------- | ---------- | ---------- | ------------- |
| 240      | 22       | 260     | 23      | 500     | 45      | 3          | 1          | 8          | 1          | 11         | 1          | 475           |

| Дорослі | Діти | Пенсіонери | Інваліди Німецько-радянської війни | Учасники бойових дій | Інваліди всіх груп і категорій | Люди, які обслуговуються служб. соц. допом. на дому | Неповні сім'ї | Діти з неповних сімей | Багатодітні сім'ї | Діти з багатодітних сімей | Діти-інваліди | Діти-сироти | Одинокі багатодітні матері |
| ------- | ---- | ---------- | ---------------------------------- | -------------------- | ------------------------------ | --------------------------------------------------- | ------------- | --------------------- | ----------------- | ------------------------- | ------------- | ----------- | -------------------------- |
| 360     | 148  | 168        | -                                  | -                    | 24                             | 4                                                   | 2             | 5                     | 18                | 73                        | -             | -           | 2                          |

## Політика

### Органи влади
До 2020 року місцеві органи влади були представлені Бережницькою сільською радою.

### Вибори
Село входить до виборчого округу № 155. У селі розташована виборча дільниця № 560256. Станом на 2011 рік кількість виборців становила 326 осіб.

## Культура
У селі працює Підліснянський сільський клуб на 149 місць. Діє Підліснянська публічно-шкільних бібліотек, книжковий фонд якої становлять 8129 книг та яка має 6 місць для читання, 1 особу персоналу, кількість читачів — 364 особи.

## Релігія
Список конфесійних громад станом на 2011 рік:
| Релігійна громада ХВЄ | ХВЄ | 12 липня 2000 | 67 | Молитовний будинок | [ 29 ] |
| — протестантські.     |     |               |    |                    |        |

У XIX столітті село належало до православної парафії церкви Різдва Пресвятої Богородиці містечка Бережниця Бережницької волості.

## Освіта
У селі діє Підліснянська загальноосвітня школа І-ІІ ступенів. У 2011 році в ній навчалося 62 учні (із 90 розрахованих) та викладало 10 учителів.

## Інфраструктура
Наявне відділення поштового зв'язку.

#### Офіційні дані та нормативно-правові акти
- Паспорт Дубровицького району (станом на 1 січня 2011 року) (doc). Дубровицька районна рада. Архів оригіналу за 10 лютий 2015. Процитовано 16 жовтня 2019.

#### Мапи
- Історичний Атлас України / Гол. ред. Л. Винар; Упорядн.: І. Тесля, Е. Тютько. Українське історичне товариство. — Монреаль; Нью-Йорк; Мюнхен, 1980. — 182 с.